# Elbbrücken (metropolitana di Amburgo)
La stazione di Elbbrücken è una stazione della metropolitana di Amburgo, capolinea meridionale della linea U4.

## Storia
La stazione venne attivata il 7 dicembre 2018.